# Microscopio elettronico

Schema di un SEM-EDX: gli elettroni emessi da un cannone, che utilizza un filamento di W o LaB_{6}, giungono al campione in esame dopo essere passati dapprima tra una serie di lenti elettromagnetiche e quindi tra le bobine di deflessione che generano la scansione. I rivelatori ricevono le varie emissioni energetiche generate dal campione.

Il microscopio elettronico è un microscopio che utilizza come radiazione gli elettroni anziché la luce, utilizzata nel tradizionale microscopio ottico. Fu inventato dai tedeschi Ernst Ruska e Max Knoll nel 1931.
Si basa sul fatto che il potere di risoluzione è inversamente proporzionale alla lunghezza d'onda della radiazione utilizzata, che è minore per un fascio di elettroni rispetto a uno di fotoni, permettendo un guadagno di parecchi ordini di grandezza.

## Storia

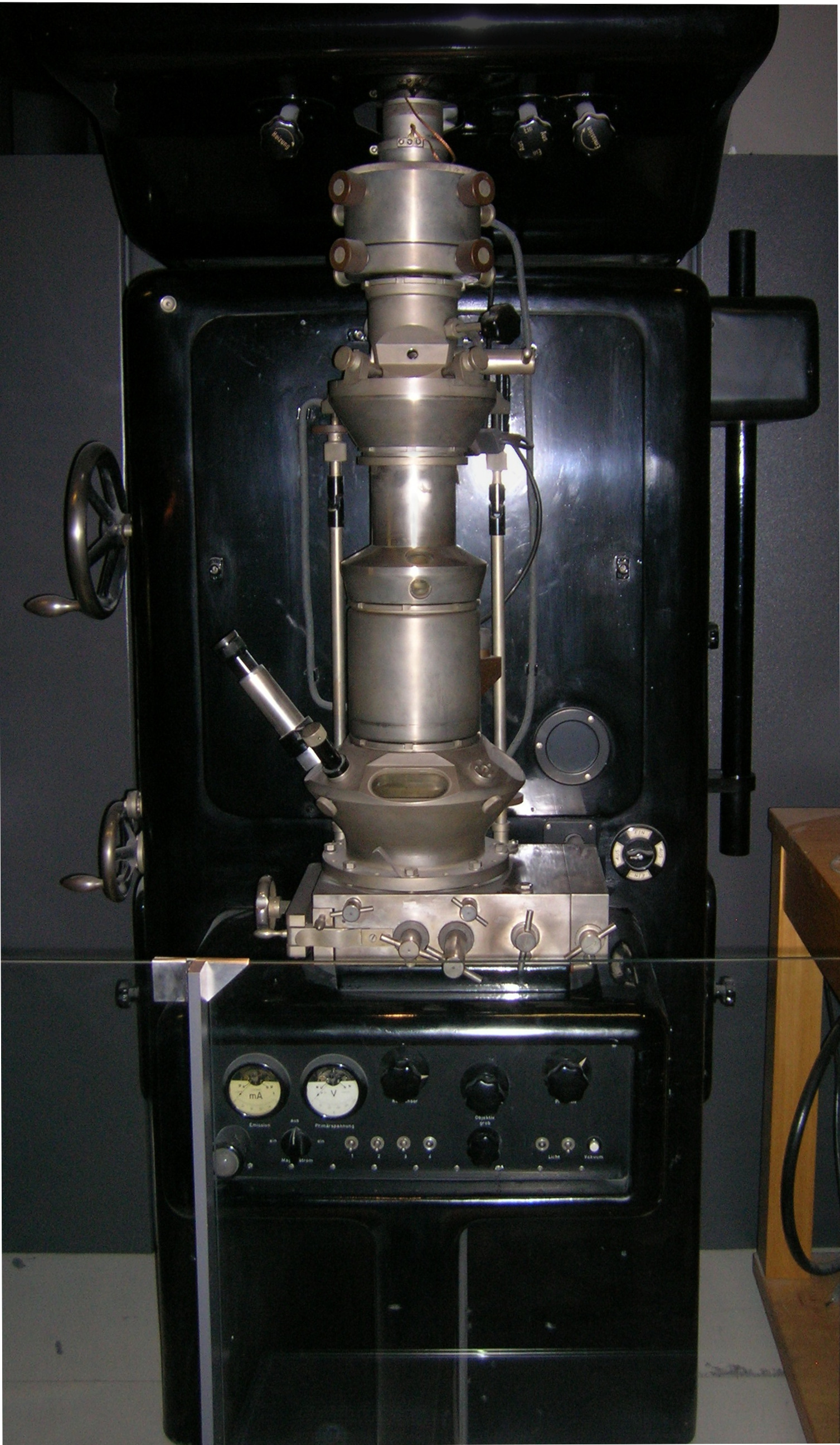
Microscopio elettronico costruito da Ernst Ruska nel 1933

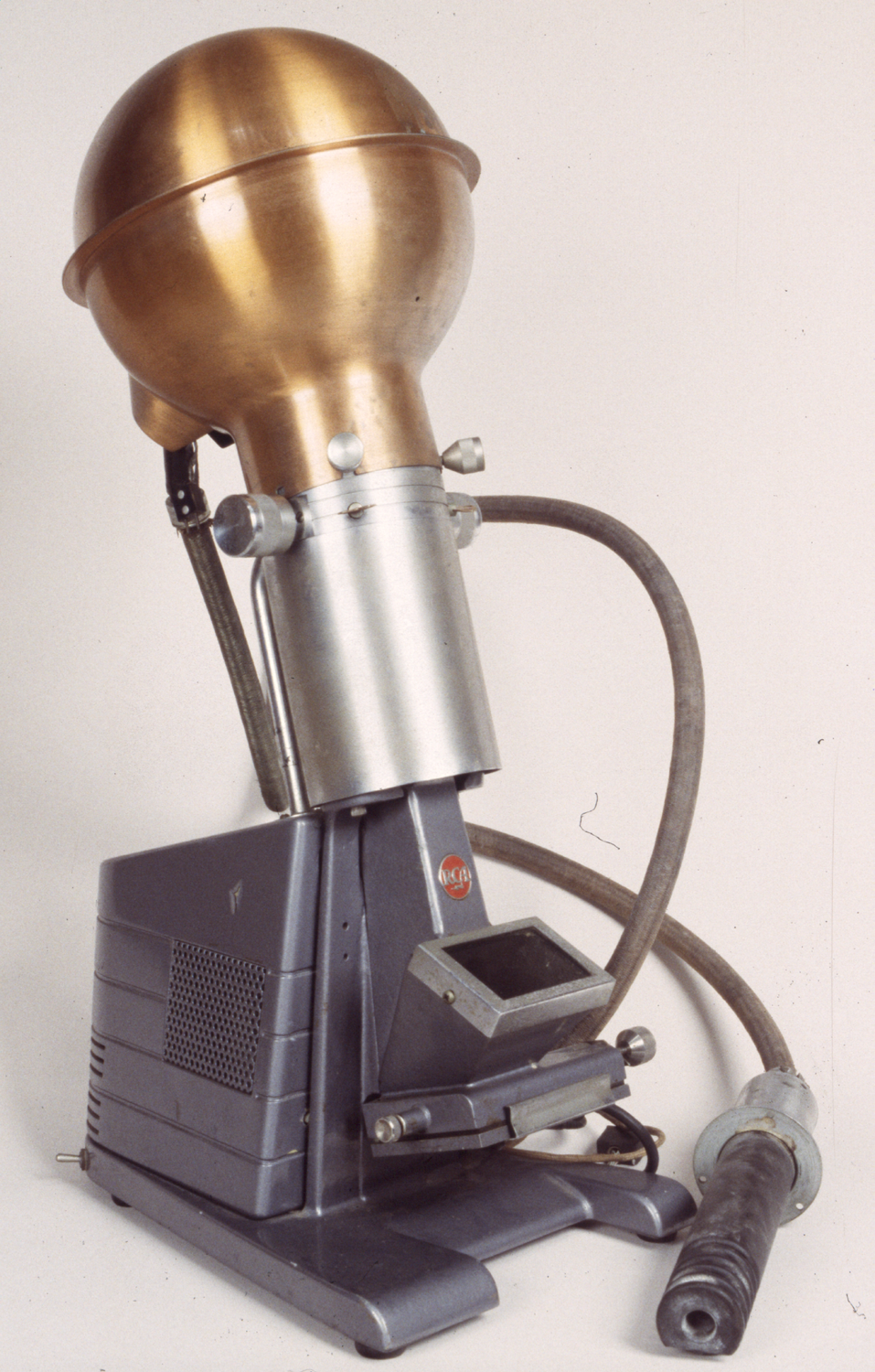
Modello EMT3 della RCA di microscopio elettronico da tavolo, 1950

La prima lente elettromagnetica fu sviluppata nel 1926 da Hans Busch.
Secondo Denes Gäbor, il fisico Leó Szilárd tentò nel 1928 di convincere Busch a fabbricare un microscopio elettronico, per il quale egli aveva ottenuto un brevetto.
Il fisico tedesco Ernst Ruska e l'ingegnere elettronico Max Knoll costruirono nel 1931 il prototipo di un microscopio elettronico con un potere d'ingrandimento di quattrocento; l'apparato costituì la prima dimostrazione dei principi sui quali si basa il microscopio elettronico. Due anni dopo, nel 1933, Ruska costruì un microscopio elettronico che superava la risoluzione ottenibile con un analogo strumento ottico. Per di più, Reinhold Rudenberg, il direttore scientifico della Siemens-Schuckertwerke, ottenne il brevetto per un microscopio elettronico nel maggio del 1931.
Nel 1932, Ernst Lubcke della Siemens & Halske ottenne immagini dal prototipo di un microscopio elettronico applicando i concetti descritti nella domanda di brevetto di Rudenberg.

Cinque anni dopo, nel 1937 finanziò le ricerche di Ernst Ruska e di Bodo von Borries, impiegando il fratello di Ernst, Helmut Ruska, per lo sviluppo di applicazioni del microscopio elettronico, specialmente su campioni biologici. 
Sempre nel 1937, Manfred von Ardenne sperimentò il microscopio elettronico a scansione.
Il primo "pratico" microscopio elettronico fu costruito nel 1938 presso l'Università di Toronto da Eli Franklin Burton e dagli studenti Cecil Hall, James Hillier e Albert Prebus. La Siemens produsse il primo modello "commerciale" di microscopio elettronico a trasmissione (TEM) nel 1939.
Sebbene gli attuali microscopi elettronici, quali strumenti scientifici, siano capaci d'un potere d'ingrandimento di due milioni, essi rimangono basati sul prototipo di Ruska.

## Microscopio elettronico a scansione
Nel microscopio elettronico a scansione (SEM da Scanning Electron Microscope, in italiano abbreviato in MES) un fascio di elettroni colpisce il campione che si vuole osservare.
Dal campione vengono emesse numerose particelle fra le quali gli elettroni secondari. Questi elettroni vengono rilevati da uno speciale rivelatore e convertiti in impulsi elettrici. Il fascio non è fisso ma viene fatto scandire: viene cioè fatto passare sul campione in una zona rettangolare, riga per riga, in sequenza.

## Microscopio elettronico a trasmissione

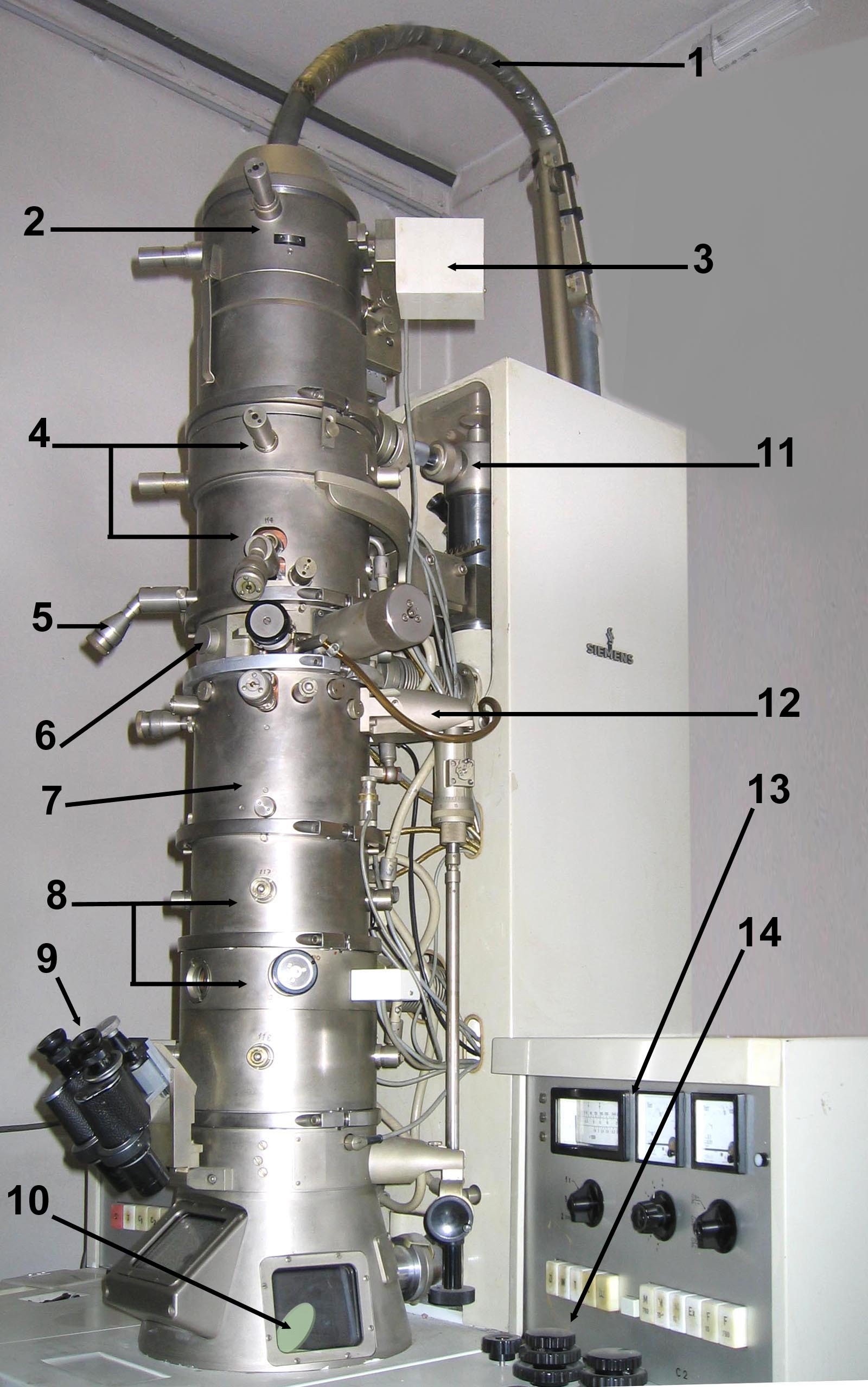
Microscopio elettronico (TEM), Siemens del 1969.
1- cavo dell'alta tensione;
2- emissione di elettroni;
3- motori di centraggio del raggio;
4-condensatori;
5- regolazione dei diaframmi;
6- portacampione;
7- obiettivo;
8- proiettori;
9- microscopio ottico stereoscopico;
10- schermo fluorescente;
11- tubi del sistema per produrre il vuoto;
12- sposta-preparati;
13- controllo del vuoto ed ingrandimenti;
14- manopole di messa a fuoco.

-In un microscopio elettronico a trasmissione (TEM da Transmission Electron Microscope, in italiano abbreviato in MET) gli elettroni che costituiscono il fascio attraversano una sezione dove è stato creato precedentemente il vuoto, per poi passare completamente attraverso il campione.

## Altri microscopi elettronici
Nell'ambito della microscopia elettronica, sono state messe a punto diverse altre tecniche, che consentono prestazioni ancora migliori di quelle dei modelli tradizionali. Il microscopio elettronico a scansione e a trasmissione (Scanning Transmission Electron Microscope, STEM), ad esempio, combina le caratteristiche di un SEM con quelle di un TEM e ha potere risolutivo estremamente elevato, tale da arrivare a distinguere perfino gli atomi del campione.

## Galleria d'immagini

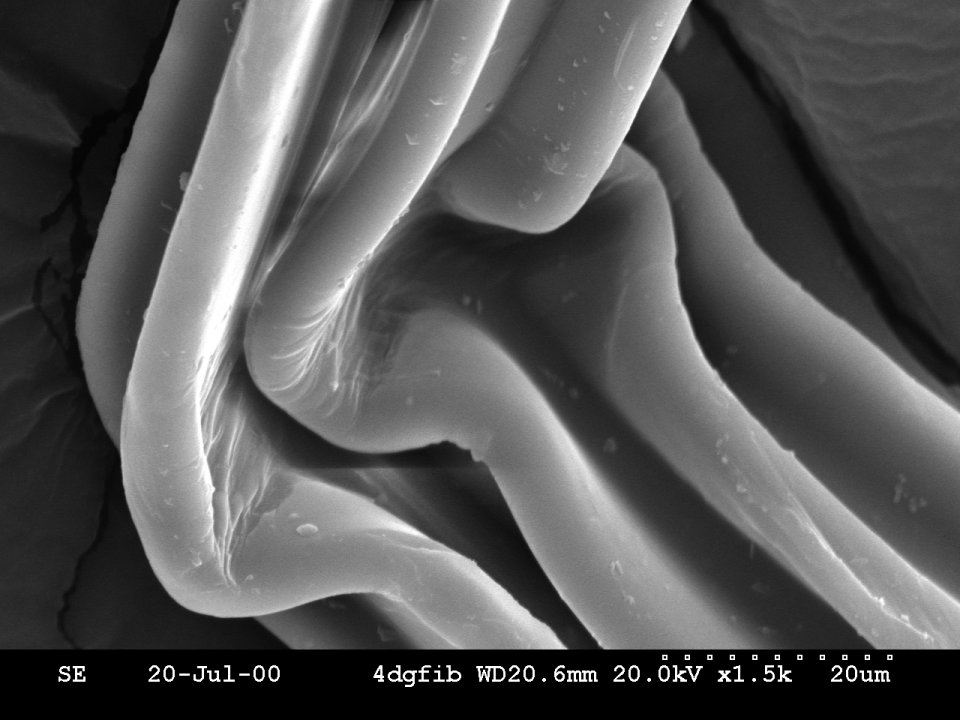
Fibra di poliestere (SEM)
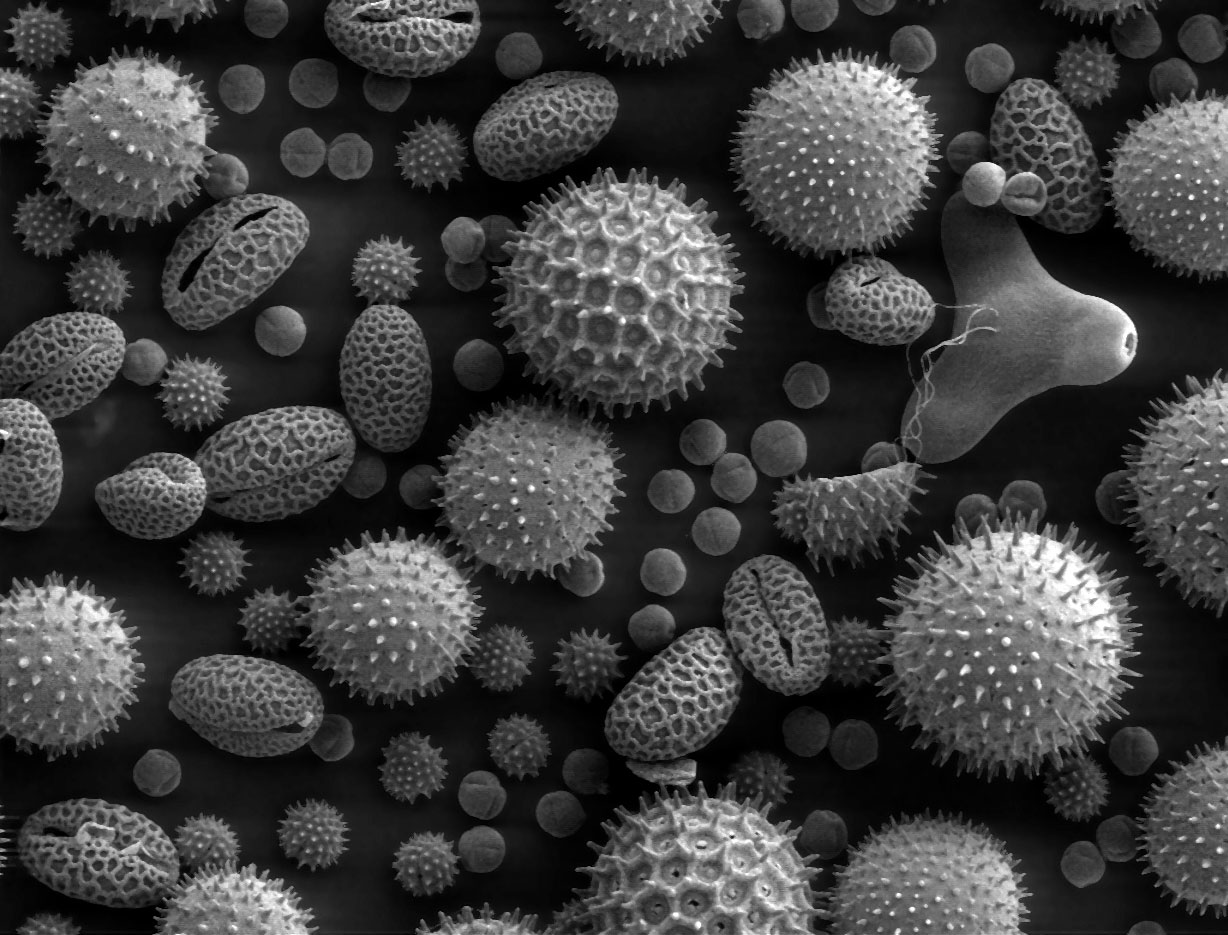
Immagine di polline (SEM)
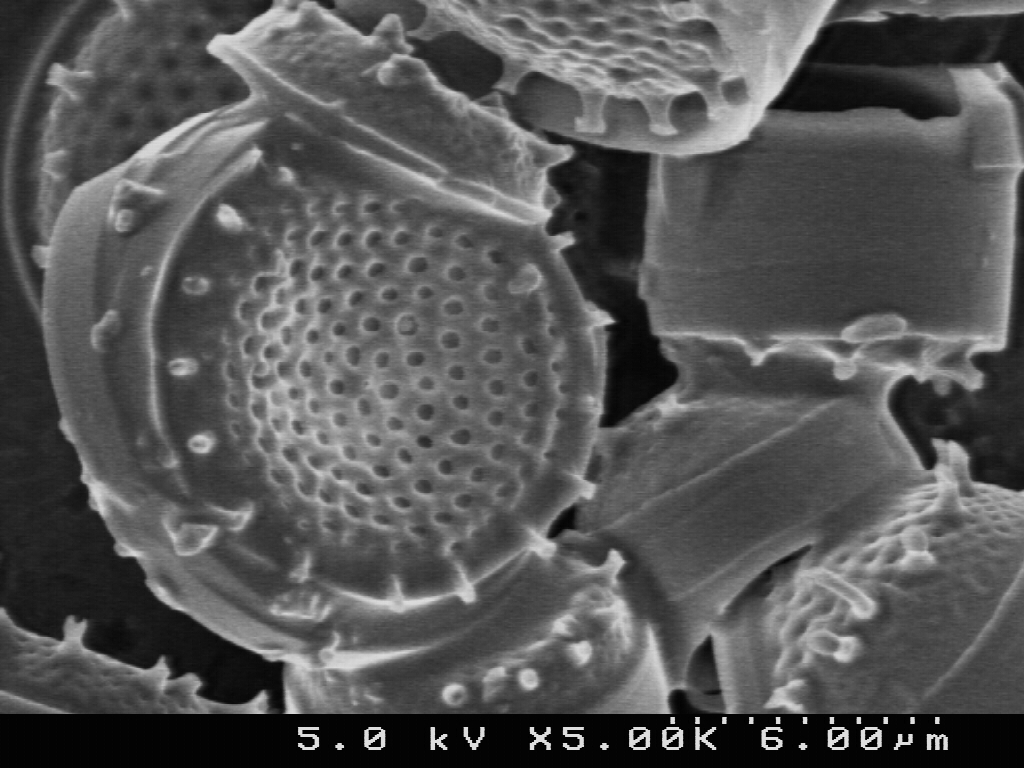
Immagine di Diatomee con ingrandimento 5000X (SEM)
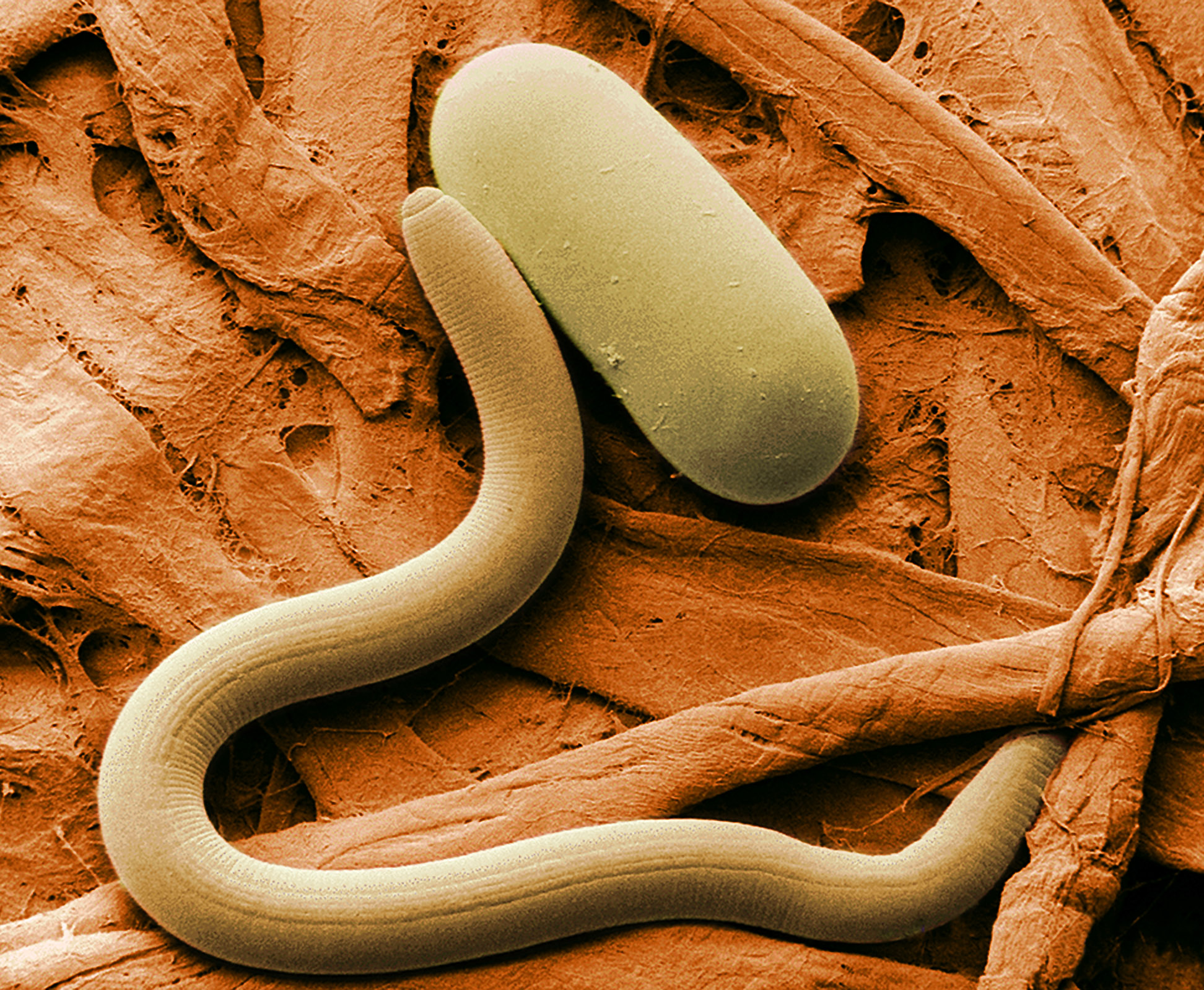
Immagine di un nematode parassita della soia con falsi colori (SEM)
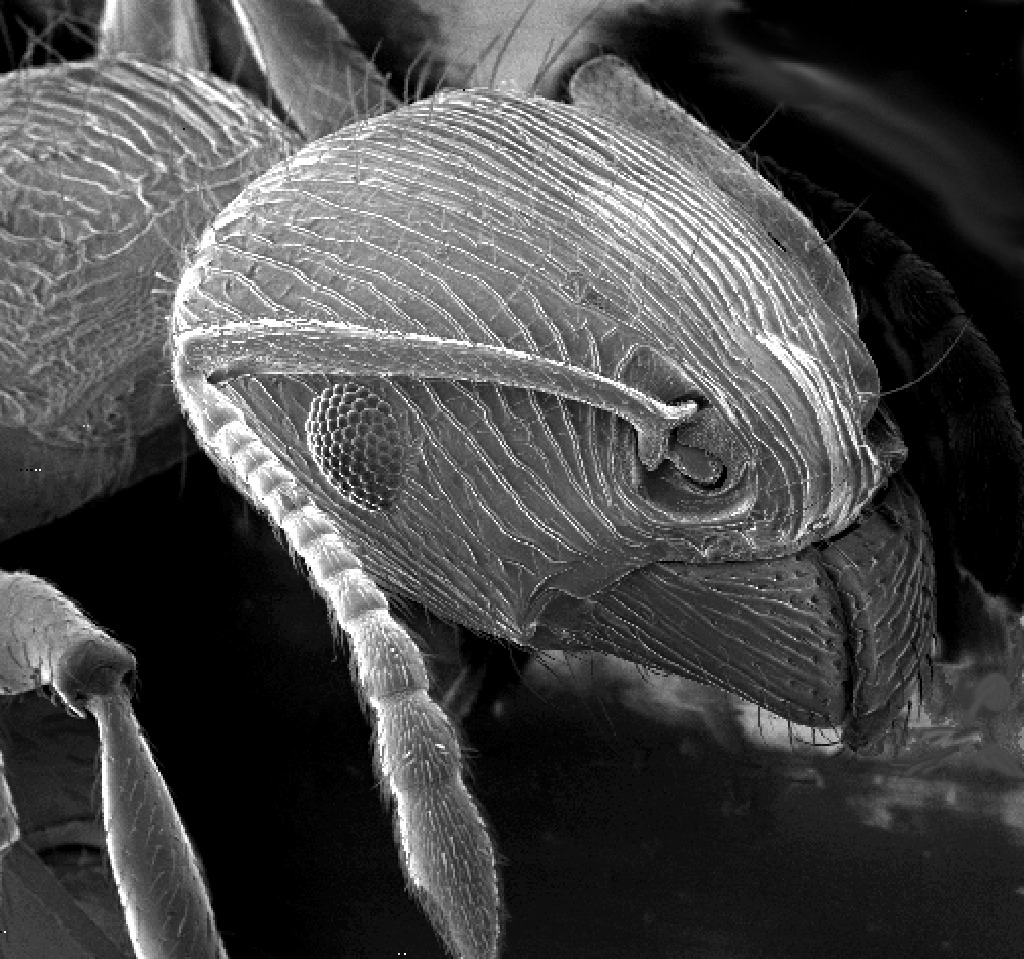
Testa di una formica (SEM)
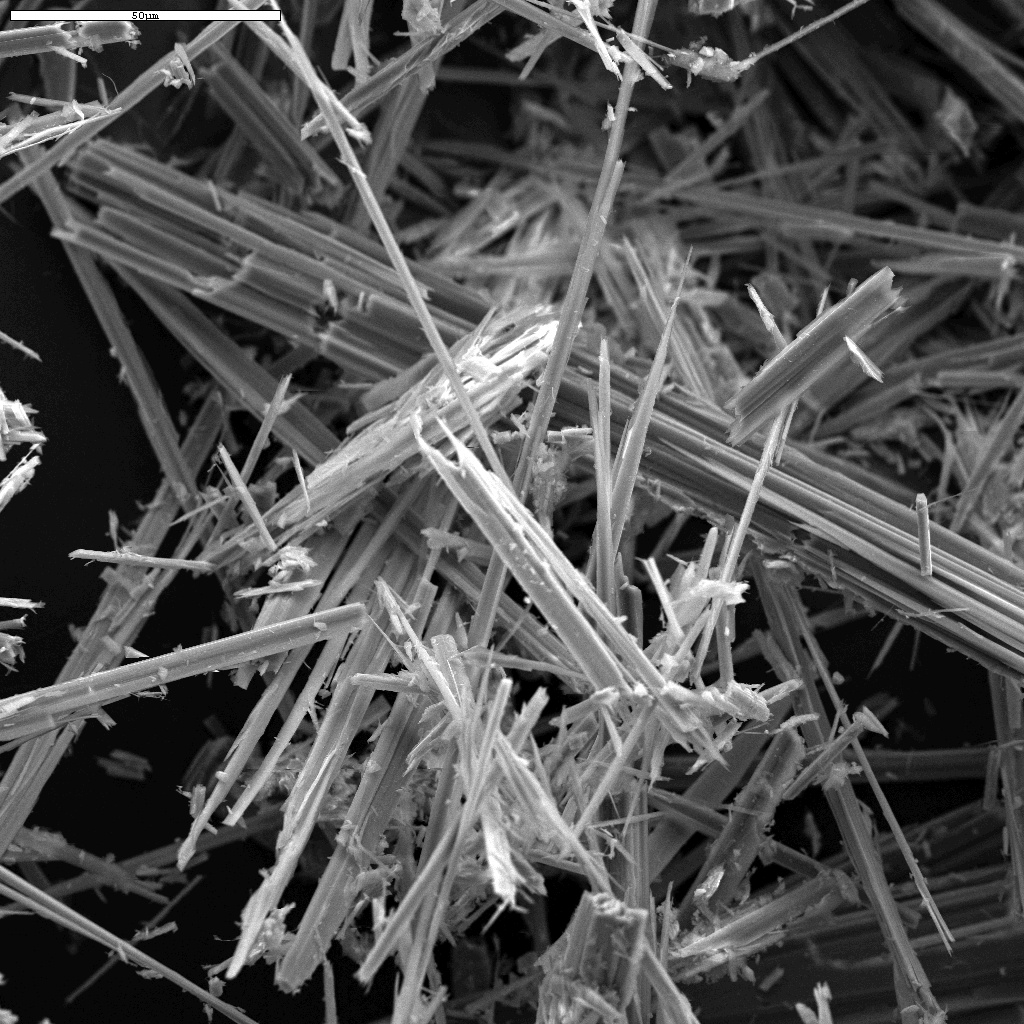
Fibre di amianto (SEM)
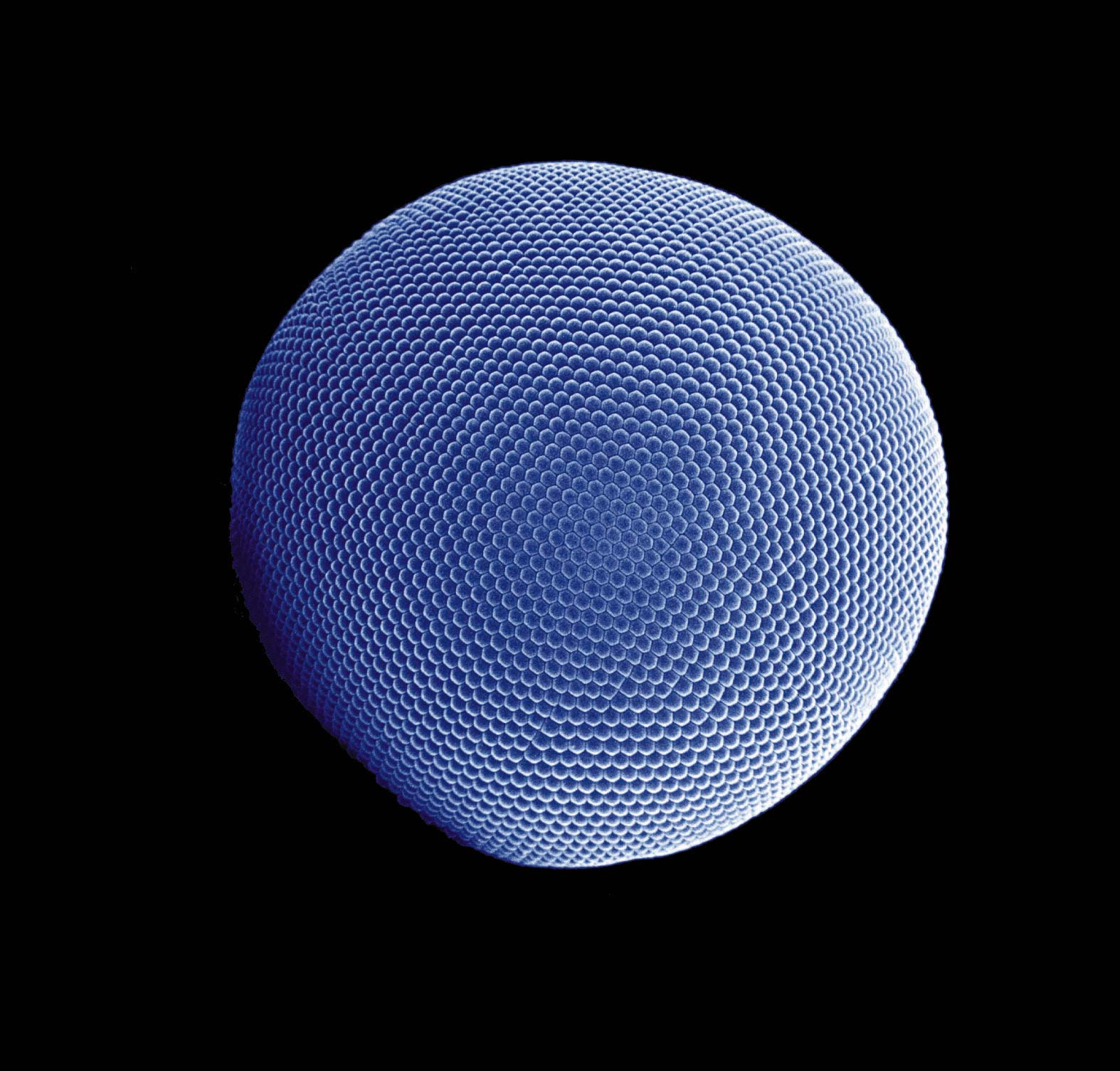
Occhio di Euphausia superba (SEM)
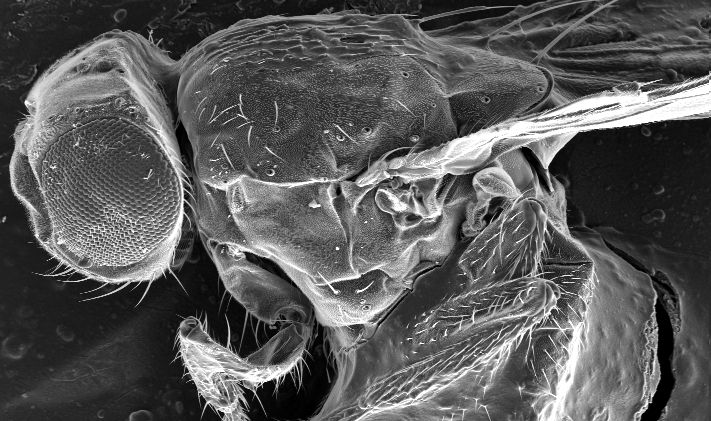
Corpo di un moscerino (SEM)
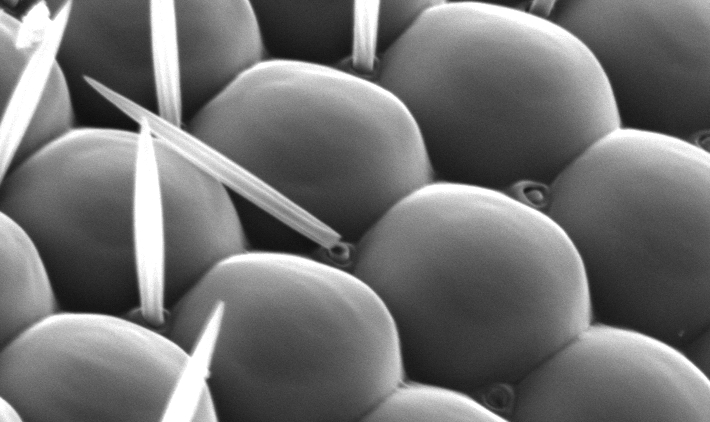
Occhio di moscerino (SEM)
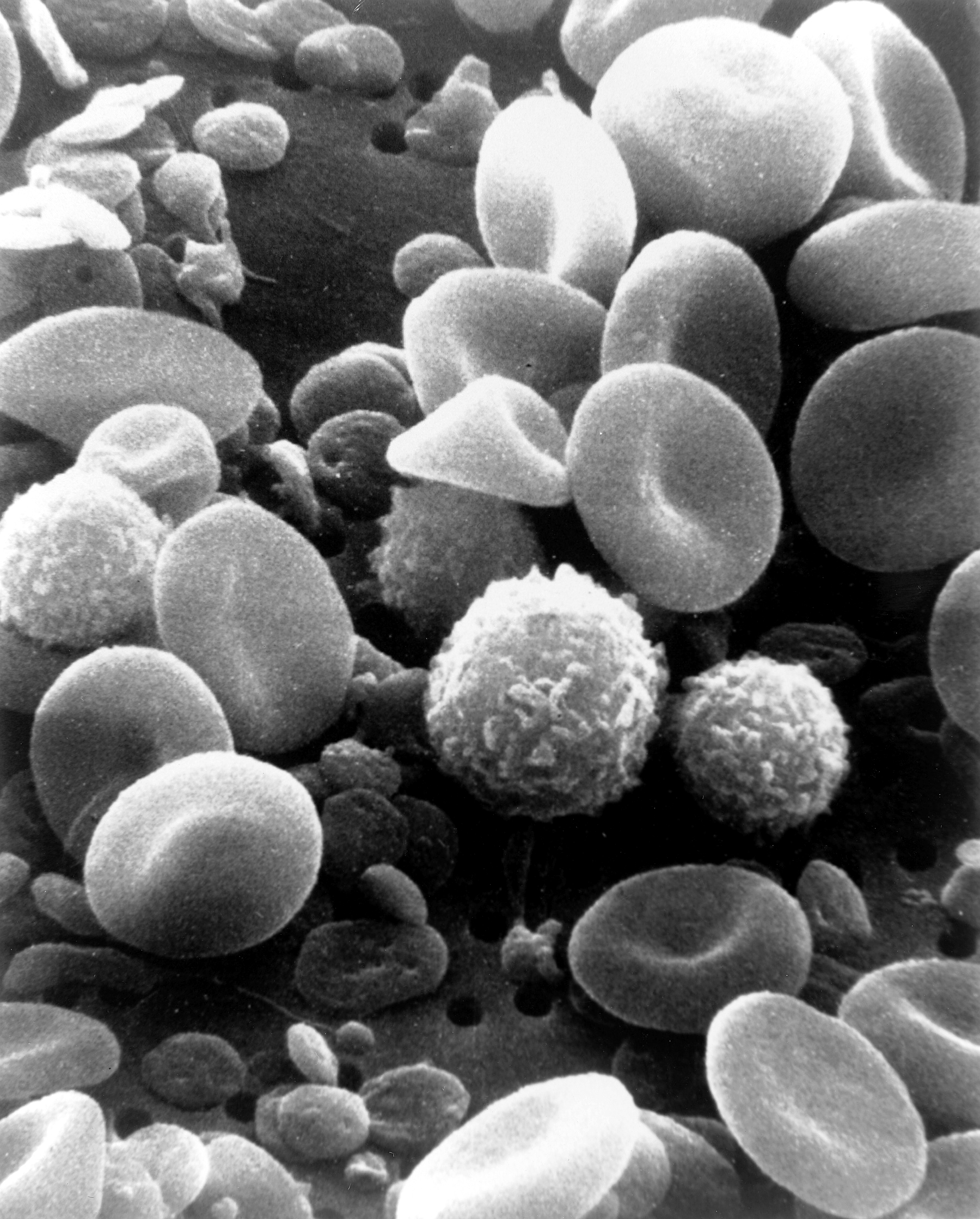
Sangue umano (SEM)